# Ethan Allen
Ethan Allen (10. lednajul./ 21. ledna 1738greg. Litchfield (Connecticut) – 1789) byl severoamerický důstojník a filozof.

## Životopis
Ethan Allen byl organisátorem farmářského partyzánského oddílu ve Vermontu (Connecticut) — chlapci ze zelené hory, hrdina osvobozenské války, za jehož dopadení slíbili Angličané odměnu 100 liber. Allen prožil více než dva roky v anglickém zajetí a po výměně zajatců obdržel podle usnesení kontinentálního kongresu hodnost plukovníka.

## Dílo
Allenova kniha Rozum — jediné orakulum člověka (anglicky Reason the only oracle of man) je první protináboženský pamflet vydaný v Americe. V této knize,
| „ | určené vermontským farmářům, jsou vyloženy nejcničtější theorie deistů. Popíral Kristovo božství, pravost Pisma svatého, zavrhoval zázraky a zjevení. [...] Jeho prostý a nezáludný styl, jeho přímá argumentace činily knihu ještě účinnější a urážlivější. | “ |
| — Bernard Faÿ. L'esprit révolutionnaire en France et aux États-Unis à la fin du XVIIIe siècle, 1925. | |   |

Myšlenky blízké názorům Allenovým, avšak mnohem více rozvinuté obsahuje Painova kniha Věk rozumu (anglicky The Age Of Reason), která vyšla o deset let později.